# Triquerville
Triquerville är en kommun i departementet Seine-Maritime i regionen Normandie i norra Frankrike. Kommunen ligger i kantonen Lillebonne som tillhör arrondissementet Le Havre. År 2018 hade Triquerville 355 invånare.

## Befolkningsutveckling
Antalet invånare i kommunen Triquerville
| Referens: INSEE |